# Mert Müldür
Mert Müldür (Viena, 3 de abril de 1999) é um futebolista profissional turco que atua como zagueiro. Atualmente joga no Fenerbahçe.

## Carreira profissional
Müldür ingressou na academia de juniores do SK Rapid Wien. Em 2006, aos 6 anos de idade, subiu para a equipe profissional. Müldür estreou profissionalmente pelo Rapid Wien na derrota por 4 a 1 do Campeonato Austríaco de Futebol frente ao FC Red Bull Salzburg, em 13 de maio de 2018. Em 29 de maio de 2018, Müldür assinou seu primeiro contrato profissional por 3 anos com o Rapid Wien.

## Carreira internacional
Nascido na Áustria para pais turcos, Müldür é um jovem internacional para a Turquia. Müldür fez sua estreia pelo Seleção Turca de Futebol, em um amistoso de 0 a 0 com a Bósnia e Herzegovina, em 11 de outubro de 2018. Müldür fez parte do elenco da Seleção Turca na disputa da Eurocopa de 2020.